# Poljica (Czarnogóra)
Poljica (cyr. Пољица) – wieś w Czarnogórze, w gminie Danilovgrad. W 2011 roku liczyła 11 mieszkańców.